# Photograph (песня Эда Ширана)
«Photograph» (с англ. — «Фотография») — сингл, записанный английским певцом и автором песен Эдом Шираном для его второго студийного альбома X. Ширан написал песню совместно с участником группы Snow Patrol Джонни Макдейдом, который созал фортепианный луп, из которого была разработана композиция. После записи нескольких версий с разными продюсерами Ширан в конце концов обратился за помощью к Джеффу Бхаскеру и в результате сотрудничества была создана версия, которую Бхаскер продолжал улучшать в течение нескольких месяцев. В лирике затрагивается тема отношений на расстоянии, вдохновленная собственным опытом Ширана, когда он был вдали от своей девушки, пока находился на гастролях.
Получил в целом одобрительные комментарии от критиков, которые отметили лирику и любовь Ширана ко всем людям. «Photograph» стал пятым и последним синглом с альбома. Вошел в пятерку лучших сингловых чартов более чем в пяти странах. В США, где он достиг десятой строчки, стал третьим синглом с альбома, вошедшим в десятку лучших. В Великобритании он достиг пятнадцатой позиции и с тех пор стал трижды платиновым. Сингл также был дважды платиновым в Австралии и Канаде и платиновым в Новой Зеландии и Италии.
Релиз сингла 11 мая 2015 года последовал за премьерой музыкального видео 9 мая 2015 года. Видео представляет собой монтаж реальных домашних съемок младенчества, детства и юности Ширана, и дает представление о его склонностях, таких как игра на музыкальных инструментах и любовь к LEGO.

## История
Эд Ширан написал «Photograph» в мае 2012 года вместе с Джонни Макдэйдом, инструменталистом и бэк-вокалистом ирландской группы Snow Patrol. Ширан гастролировал с группой, для которой он давал вступительные выступления на концертах в Северной Америке. У Макдейда уже был готовый фортепианный луп, который и лег в основу сингла. Ширан, находясь в гостиничном номере в Канзас-Сити, напевал «любящий может навредить, любящий может навредить» под луп, который воспроизводился на ноутбуке Макдейда. Ширан вспоминал: «Я начал напевать, а затем Макдейд добавил бит». Они разработали идею для песни, когда Ширан конструировал конструктор Lego, а Макдэйд работал на своем ноутбуке. Через четыре часа Ширан взял гитару, и они приступили к правильной структуризации композиции. По словам Ширана, они сочинили песню «примерно за полчаса». Оба поняли, что произошло, только после прослушивания песни на следующий день. Ширан закончил писать песню в Денвере, штат Колорадо.
Помимо более ранних версий, которые он сделал с Макдэйдом, у Ширана были записи с автором песен и продюсером Джейком Гослингом, который продюсировал большую часть дебютного альбома Ширана, и продюсером Риком Рубином, который участвовал в записи других песен из следующего альбома. Однако Ширан подумал, что эти версии «не подходят», и в конце концов попросил помощи у продюсера Джеффа Бхаскера. Именно это сотрудничество и привело к версии, которую Бхаскер продолжал улучшать в течение нескольких месяцев. Эмиль Хейни был указан в примечаниях к альбому за его дополнительное продюсирование. 24 января 2015 года Ширан рассказал предысторию сингла на программе VH1 Storytellers.

## Музыка, текст песни и вдохновение
Акустическая поп-баллада «Photograph» состоит из акустической гитары, фортепиано, струнных, органа, электрической и бас-гитары, а также запрограммированных ударных. Мелодия начинается с гитары и фортепиано, затем следуют барабаны, струнные и орган. Написан в темпе 108 ударов в минуту, в тональности Ми мажор. Аккордовая последовательность сингла обычна в популярной музыке.
Лирика песни является хроникой отношений на расстоянии. Содержит подробное описание того как главный герой вспоминает, как его девушка целовала его «под фонарным столбом, на 6-й улице», и хранит его фотографию «в кармане рваных джинсов». Текст был вдохновлен собственным опытом Ширана отношений на расстоянии. Он встречался с Ниной Несбитт более года. Находясь в этих отношениях, Ширан провел пять месяцев вдали от Несбитт: три месяца в концертном туре со Snow Patrol и ещё два месяца в своем собственном туре.

## Выпуск
В феврале 2013 года Ширан включил демо-версию «Photograph» на немецкой радиостанции, но это выступление не было записано. Ширан снова исполнил песню перед выпуском на шоу в Hammerstein Ballroom в Нью-Йорке 14 июля 2014 года. На концерте была замечена Тейлор Свифт, которая единственная в толпе знала текст этой неизданной песни. Ширан считал эту песню одной из лучших в альбоме и заявил: «Я думаю, что „Photograph“ будет той, которая изменит мою карьеру». Он также утверждал, что сингл: «послужит дополнительной песней, которая поможет продать альбом», даже если остальные треки не окажутся привлекательными.
22 апреля 2015 года, через Twitter, Ширан объявил, что «Photograph» будет следующим синглом с его альбома X. Песня была выпущена для цифровой загрузки в iTunes Store 20 июня 2014 года и стала финальным рекламным синглом с его второго студийного альбома. 12 мая 2015 года был выпущен на Contemporary hit radio в США. Является пятым и последним синглом с альбома.

## Критика
После выхода реакция критиков была в целом положительной. В своем подробном обзоре альбома X для журнала Billboard Джейсон Липшутц предположил, что строчка «Любящий иногда может навредить» была «стержнем всего альбома». Сара Родман из The Boston Globe придерживалась того же мнения, назвав песню «западающей в память» и почувствовала, что она «подкрадывается к вам со своей мелодичностью». Джеймисон Кокс из Time отметил использование Шираном «деталей и мощных образов» в текстах песен как «умное», что по его мнению «оживило песню». Нил Маккормик из The Daily Telegraph назвал песню «душевной балладой». Пол Кантор из Vibe выбрал «Photograph» в качестве одной из выдающихся песен альбома и отметил, что «задумчивая аранжировка песни — это эмоциональные американские горки». Китти Эмпайр из The Observer назвала сингл «высокопарной балладой» и предположила, что это было сделано «намеренно». Анализируя лирическое содержание альбома, Энни Залески из The A.V. Club заявила, что «самосознание Ширана распространяется на весь альбом», например, в «Photograph» он борется с тоской по дому. Кэролайн Мениес из Music Times написала в своем обзоре, что песня «не совсем соответствует лирике альбома». Она также сказала: «„Photograph“ — одна из самых красивых песен Ширана».
Причастность Макдэйда к песне была отмечена несколькими критиками. Кевин Харли из The Independent написал: «Если вы не знали, что Джонни Макдэйд из Snow Patrol продюсировал балладу „Photograph“, об этом вам подскажет флегматичное клише о том, как любовь „может навредить“ и „лечить“». Дэйв Хэнратти из Drowned in Sound заметил: «Приторный „Photograph“ написан и спродюсирован одним из участников Snow Patrol, и никого не должно удивлять, что он следует их душераздирающим сценариям так решительно».

## Судебный иск
9 июня 2016 года сообщалось, что авторы песен Мартин Харрингтон и Томас Леонард, авторы сингла «Amazing» Мэтта Кардла, подали на Ширана в суд за нарушение авторских прав. В иске говорится: «Учитывая поразительное сходство между „Amazing“ и „Photograph“, при написании, публикации, записи, выпуске и распространении „Photograph“, обвиняемые знали, что они нарушают авторские права ранее существовавшей музыкальной композиции». Иск был урегулирован во внесудебном порядке в апреле 2017 года.

## Музыкальное видео
9 мая 2015 года был выпущен сопутствующий музыкальный клип, снятый Эмилем Навой, который ранее работал с Шираном над другими его видеоклипами. Видео представляет собой монтаж реальных домашних кадров. Ширан взял клипы у своего отца, который скомпилировал их на DVD для семейного рождественского подарка. Первоначально он намеревался включить клипы в документальный фильм, снимаемый примерно в то же время, но просматривая видео, он подумал, что они могут подойти для музыкального клипа. Ширан также признался, что не мог присутствовать на реальной видеосъемке, поэтому он выбрал монтаж.
Видео демонстрирует младенчество, детство и юность Ширана в 1990-е и 2000-е годы. В нём Ширан играет на различных музыкальных инструментах (фортепиано, виолончель, бас и акустическая гитара и барабаны). Также показывает свое мастерство в игре на ирландском рамном барабане Боуран. Перед финалом Ширан показан выступающим перед толпой на фестивале. Дэниел Крепс из Rolling Stone отметил, что клип также показывают «пожизненную одержимость Ширана LEGO». Он также заявил, что видео напоминает документальный фильм о фронтмене Nirvana и рок-идее Курта Кобейна 1990-х «Курт Кобейн: Чёртов монтаж».
Согласно Райану Буку из Music Times, медиа-форма, использованная в монтаже, противоречит названию песни.

## Живые выступления
13 декабря 2014 года Ширан появился на шоу The X Factor (Великобритания), где он впервые исполнил песню на телевидении. Песня исполнялась на различных американских телевизионных шоу, таких как на Good Morning America, The Tonight Show и Непригодные для свиданий. А также на Much Music Video Awards в Канаде и на фестивале Global Citizen Festival 2015. Была частью сет-листа в концертном туре Ширана X Tour, который проходил с 2014-го по 2015-й год.

## Трек-лист
- CD single[38]

1. «Photograph» — 4:19
2. «I Will Take You Home» — 3:59

- Digital download (Remixes)[39]

1. «Photograph» (Felix Jaehn Remix) — 3:22
2. «Photograph» (Jack Garratt Remix) — 3:05

## Чарты
| Чарт(2015—2021)                            | Высшая позиция |
| ------------------------------------------ | -------------- |
| Австралия (ARIA)                           | 9              |
| Австрия (Ö3 Austria Top 40)                | 4              |
| Бельгия/Фландрия (Ultratip Bubbling Under) | 5              |
| Бельгия/Валлония (Ultratop 50)             | 16             |
| Канада (Billboard Canadian Hot 100)        | 4              |
| Канада (Billboard AC)                      | 1              |
| Канада (Billboard CHR/Top 40)              | 3              |
| Канада (Billboard Hot AC)                  | 1              |
| Чехия (Rádio — Top 100)                    | 26             |
| Чехия (Singles Digitál Top 100)            | 12             |
| Дания (Tracklisten)                        | 8              |
| Европа (Billboard Euro Digital Song Sales) | 6              |
| Франция (SNEP)                             | 9              |
| Германия (GfK)                             | 4              |
| Мир (Billboard Global 200)                 | 186            |
| Венгрия (Single Top 40)                    | 12             |
| Венгрия (Stream Top 40)                    | 32             |
| Ирландия (IRMA)                            | 3              |
| Италия (FIMI)                              | 26             |
| Lebanon (OLT20)                            | 20             |
| Mexico Airplay (Billboard)                 | 21             |
| Нидерланды (Dutch Top 40)                  | 33             |
| Нидерланды (Single Top 100)                | 30             |
| Новая Зеландия (Recorded Music NZ)         | 8              |
| Норвегия (VG-lista)                        | 32             |
| Польша (Dance Top 50)                      | 16             |
| Польша (Polish Airplay Top 100)            | 16             |
| Шотландия (OCC Scotland)                   | 12             |
| Словакия (Rádio — Top 100)                 | 1              |
| Словакия (Singles Digitál Top 100)         | 10             |
| Slovenia (SloTop50)                        | 1              |
| ЮАР (EMA)                                  | 3              |
| Испания (PROMUSICAE)                       | 13             |
| Швеция (Sverigetopplistan)                 | 20             |
| Швейцария (Schweizer Hitparade)            | 4              |
| Великобритания (OCC UK Singles)            | 15             |
| США (Billboard Hot 100)                    | 10             |
| США (Billboard Adult Contemporary)         | 3              |
| США (Billboard Adult Pop Airplay)          | 1              |
| США (Billboard Dance/Mix Show Airplay)     | 14             |
| США (Billboard Pop Airplay)                | 5              |

| Чарт(2015—2016)                           | Позиция |
| ----------------------------------------- | ------- |
| Australia (ARIA)                          | 33      |
| Austria (Ö3 Austria Top 40)               | 18      |
| Belgium (Ultratop 50 Wallonia)            | 64      |
| Brazil (Billboard Brasil Hot 100 Airplay) | 76      |
| Canada (Canadian Hot 100)                 | 16      |
| Denmark (Tracklisten)                     | 37      |
| France (SNEP)                             | 81      |
| Germany (Official German Charts)          | 18      |
| Ireland (IRMA)                            | 17      |
| Italy (FIMI)                              | 58      |
| Netherlands (Dutch Top 40)                | 131     |
| Netherlands (Single Top 100)              | 57      |
| New Zealand (Recorded Music NZ)           | 26      |
| Slovenia (SloTop50)                       | 22      |
| Spain (PROMUSICAE)                        | 58      |
| Sweden (Sverigetopplistan)                | 40      |
| Switzerland (Schweizer Hitparade)         | 22      |
| UK Singles (OCC)                          | 29      |
| US Billboard Hot 100                      | 34      |
| US Adult Contemporary (Billboard)         | 16      |
| US Adult Top 40 (Billboard)               | 7       |
| US Mainstream Top 40 (Billboard)          | 21      |
| Чарт(2016)                                | Позиция |
| Argentina (Monitor Latino)                | 65      |
| Brazil (Top 100 Brasil)                   | 76      |
| Denmark (Tracklisten)                     | 70      |
| France (SNEP)                             | 118     |
| Italy (FIMI)                              | 66      |
| Slovenia (SloTop50)                       | 1       |
| Spain (PROMUSICAE)                        | 86      |
| Sweden (Sverigetopplistan)                | 86      |
| Switzerland (Schweizer Hitparade)         | 37      |
| US Adult Contemporary (Billboard)         | 13      |
| Чарт(2017)                                | Позиция |
| Denmark (Tracklisten)                     | 90      |
| Чарт(2018)                                | Позиция |
| Portugal (AFP)                            | 197     |

| Чарт(2010—2019)  | Позиция |
| ---------------- | ------- |
| Australia (ARIA) | 96      |
| UK Singles (OCC) | 58      |

## Сертификации
| Регион | Сертификация  | Продажи   |
| --- | ------------- | --------- |
| Австралия (ARIA) | 7× Платиновый | 490 000   |
| Австрия (IFPI Austria) | Платиновый    | 30 000    |
| Бельгия (BEA) | Золотой       | 10 000    |
| Канада (Music Canada) | 7× Платиновый | 560 000   |
| Дания (IFPI Danmark) | 4× Платиновый | 360 000   |
| Германия (BVMI) | Бриллиантовый | 1 000 000 |
| Италия (FIMI) | 6× Платиновый | 300 000   |
| Мексика (AMPROFON) | Золотой       | 30 000*   |
| Новая Зеландия (RMNZ) | 2× Платиновый | 30 000*   |
| Польша (ZPAV) | Платиновый    | 50 000    |
| Португалия (AFP) | Золотой       | 10 000    |
| Испания (PROMUSICAE) | 2× Платиновый | 80 000    |
| Швеция (GLF) | Платиновый    | 40 000    |
| Швейцария (IFPI Switzerland) | Платиновый    | 30 000    |
| Великобритания (BPI) | 4× Платиновый | 2,270,000 |
| США (RIAA) | 4× Платиновый | 4 000 000 |
| * Данные о продажах приведены только на основе сертификации. · Данные о продажах + прослушиваниях приведены только на основе сертификации. |               |           |